# Устинов, Михаил Андрианович
Михаил Андрианович Устинов (1755— 29 декабря 1836 г.) — саратовский купец и винный откупщик, который в первые десятилетия XIX века слыл богатейшим из жителей Нижнего Поволжья. От него происходит дворянский род Устиновых.

## Биография
Утверждают, что при простом происхождении успехом своим обязан единственно грамотности. Начинал торговую деятельность в Петербурге, откуда в 1780-е гг. перебрался в Саратовскую губернию. Сколотил огромное состояние на питейных откупах, получивших небывалое распространение в последние десятилетия XVIII века. При содействии могущественного вельможи А. Б. Куракина завёл винокуренные заводы в Саратовской, Пензенской, Владимирской губерниях.
Проофинансировал поправку Троицкого собора, который из-за трещин намеревались разобрать. На средства Устинова были подведены контрфорсы вокруг всего здания.
По приезде в Москву в 1804 г. саратовский нувориш обозначил претензии быть принятым дворянской элитой в качестве равного, купив у генерала С. А. Талызина дом на Воздвиженке, один из самых просторных в городе, и затеяв его обновление в соответствии с ампирными вкусами новейшего времени. Из мемуарных свидетельств следует, что волжский откупщик вовсе не робел перед кичливым столичным дворянством. В феврале 1806 года чистокровный дворянин Жихарев негодует, что ему приходится «к разбогатевшему целовальнику ездить три раза в день»:

Утром заезжал к саратовскому откупщику Устинову, который иногда снабжает меня, по переводу от отца, деньжонками — почивает! Заезжал к нему во втором часу — почивает! заезжал вечером — и ответ тот же, только во множественном числе: «почивают». Ах, ты господи!
С 1808 состоял на казённой службе, с 1814 в чине надворного советника. При губернаторе Панчулидзеве ведал (в качестве управляющего Саратовской солевозной комиссией) распределением колоссальных доходов от разработки соляных месторождений Баскунчака и Эльтона. В 1823 г. вышел в отставку с чином статского советника. За время службы был удостоен орденов Св. Анны 2-й степени и Св. Владимира 3-й степени.
Как не без зависти отмечал современник, «богатство у Устинова простиралось до десяти миллионов: изрядный кус!» Приобретя на службе право сначала на личное, а затем и на потомственное дворянство, Устинов воспользовался этим для превращения в одного из крупнейших землевладельцев Нижней Волги. В 1820-е гг. он систематически скупал у обедневших дворян их владения в Саратовской и Пензенских губерниях — такие, как Беково и Грабово. Показывая свою богомольность, первым делом после покупки обновлял сельские храмы.
В 1820-е годы заказал столичному архитектору И. И. Шарлеманю перестройку обширного домовладения на Семёновской площади. Сдавал в этом здании апартаменты для проживания небогатых дворян, среди которых были родители А. С. Пушкина.
Устинов окончательно укоренился в среде московского дворянства благодаря позднему браку с Варварой Герасимовной Осоргиной, дочерью подполковника. Ещё более укрепил своё положение в Саратове, породнившись с губернатором Панчулидзевым, с которым его связывали и общие деловые интересы. Городской протоиерей Н. Г. Скопин записал 14 апреля 1811 г., что

после обедни совершён брак дочери губернатора, вдовы Марии Любовцевой, с сыном коллежского асессора Александром Михайловичем Устиновым. Летами они почти равные, но он ещё не был женат, а она была замужем; собою очень хороша и коротка.
В январе 1829 г. Николай I пожаловал статского советника Устинова гербом с изображением соленаливной трубы и дипломом на потомственное дворянское достоинство. По утверждению потомка, британского актёра Питера Устинова, его пращур умер

в возрасте 108 лет, оставив наследникам 240 тысяч гектаров земли в различных уездах и 6 тысяч крепостных, эту землю обрабатывающих, а также шестнадцать новеньких церквей для молитв и размышлений.
Похоронен был на кладбище саратовского Спасо-Преображенского монастыря, по другому источнику, на кладбище близ Ильинской церкви, на северо-восточной его стороне, в ограде, где часовня Панчулидзева, и на камне указано: «стат. совѣт. и кав. Михаилъ Андріановичъ Устиновъ, сконч. 29 дек. 1836 г.». 

Дома Устинова

|                                                              |  |                                               |  |                            |
| Петербургский дом Устинова (угол Фонтанки и Гороховой улицы) |  | Особняк Устинова на Музейной площади Саратова |  | В московском доме Устинова |

## Дом Устинова в Саратове
С 1789 г. Устинов владел смежными домами напротив Троицкого собора в Саратове. В 1813 г. поручил архитектору И. Ф. Колодину объединить свои домовладения под единым фасадом. По замечанию краеведа, «при минимуме затрат удалось превратить заурядные дома в трехэтажный дворец, ничуть не уступавший столичным». В доме Устинова было не менее 50 жилых комнат, особенно выделялся непривычной для провинции отделкой парадный второй этаж:

Здесь половина комнат была отделана под мрамор, а половина выкрашена колерами разных цветов, потолки расписаны живописною работою: бюстами философов и героев древности, изображениями богинь и муз, картинами триумфальных въездов и народных празднеств. В комнатах стояли громадные стенные зеркала с вызолоченной резьбой рамами, столы самого разного назначения из красного или орехового дерева, резные, некоторые с мраморными столешницами, большое количество гарнитуров из диванов, кресел, стульев красного, орехового и пальмового дерева, обитые сафьяном.
Дом Устинова, считавшийся лучшим зданием в городе, был впоследствии куплен епархией для размещения семинарии. С 1929 г. этот памятник классицизма занимает Саратовский областной музей краеведения.

## Семья и дети

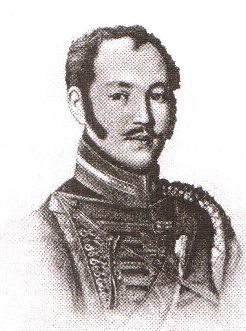
Василий Устинов, сын

В первом браке с Марфой Андреевной Вешняковой прижил немало детей, среди которых пятеро сыновей достигли зрелого возраста и разделили между собой отцовские капиталы:
- Александр Михайлович (1791—10.01.1818[13]), титулярный советник; его дочь Мария (1812—1876) ещё при жизни деда (1830) выдана замуж за саратовского губернского предводителя дворянства Афанасия Столыпина[14]; у них дочь Наталья.
- Василий Михайлович (1797—1838), полковник, дед московского вице-губернатора А. М. Устинова.
- Михаил Михайлович (1800—1871), дипломат, тайный советник, владелец пышного столичного особняка на Моховой, 3.
- Адриан Михайлович (1802—1883), хозяин и благоустроитель имения Беково, был женат (с 13 января 1824 года)[15] на дочери генерала Анне Карловне Шиц (ум. 1837); отец профессора-окулиста А. А. Крюкова, дед революционера А. М. Устинова.

Третья жена (с 26 мая 1805 года) — Варвара Герасимовна Осоргина (06.12.1775—31.10.1808), дочь подполковника Г. Г. Осоргина. Благодаря этому браку Устинов окончательно укоренился в среде московского дворянства. Похоронена на кладбище в Новодевичьем монастыре.
- Григорий Михайлович (1807—1860), надворный советник, владелец села Устиновка, прадед актёра Питера Устинова[18].Был женат на Марии Ивановне Паншиной (1817—14.10.1846).
- Наталья Михайловна (01.01.1808[19]—06.05.1808), похоронена в Новодевичьем монастыре.